# Dwór w Kraśniku Górnym
Dwór w Kraśniku Górnym – zabytkowy dwór wybudowany w  XVII w., w miejscowości Kraśnik Górny – wsi w Polsce, w województwie dolnośląskim, w powiecie bolesławieckim, w gminie Bolesławiec.

## Historia
Zabytek jest częścią zespołu dworskiego, w skład którego wchodzi jeszcze kuźnia.